# Eric Roth
Eric Roth, né le 22 mars 1945, est un scénariste et producteur américain.
Il a remporté en 1995 l'Oscar du meilleur scénario adapté pour Forrest Gump (1994), réalisé par Robert Zemeckis. Il a aussi reçu des nominations à ce prix pour les scénarios de Révélations (1999) de Michael Mann, de Munich (2005) de Steven Spielberg et de L'Étrange Histoire de Benjamin Button (2008) de David Fincher.

## Biographie
Eric Roth est né à New York de Miriam « Mimi », enseignante, et de Léon Roth, un professeur d'université et producteur de films.
Il sort diplômé de l'université de Californie à Santa Barbara en 1966. En 1970, il gagne un prix d'écriture à l'université de Californie à Los Angeles (UCLA), le prix Samuel Goldwyn (en), et obtient en 1973 un "Master in Fine Arts" à UCLA.

## Filmographie

### Scénariste
- 1970 : To Catch a Pebble de James F. Collier
- 1974 : The Nickel Ride de Robert Mulligan
- 1975 : La Toile d'araignée (The Drowning Pool) de Stuart Rosenberg (non crédité)
- 1979 : Airport 80 Concorde (The Concorde... Airport '79) de David Lowell Rich
- 1979 : Tueurs de flics (The Onion Field) d'Harold Becker (non crédité)
- 1981 : Wolfen de Michael Wadleigh (non crédité)
- 1987 : Suspect dangereux (Suspect) de Peter Yates
- 1988 : Drôles de confidences (Memories of Me) de Henry Winkler
- 1993 : Mr. Jones de Mike Figgis
- 1994 : Forrest Gump de Robert Zemeckis
- 1997 : Postman (The Postman) de Kevin Costner
- 1998 : L'Homme qui murmurait à l'oreille des chevaux (The Horse Whisperer) de Robert Redford
- 1999 : Révélations (The Insider) de Michael Mann
- 2001 : Ali de Michael Mann
- 2006 : Munich de Steven Spielberg
- 2006 : Raisons d'État (The Good Shepherd) de Robert De Niro
- 2007 : Lucky You de Curtis Hanson
- 2008 : L'Étrange Histoire de Benjamin Button (The Curious Case of Benjamin Button) de David Fincher
- 2011 : Extrêmement fort et incroyablement près (Extremely Loud and Incredibly Close) de Stephen Daldry
- 2018 : A Star Is Born de Bradley Cooper
- 2020 : Dune de Denis Villeneuve
- 2023 : Killers of the Flower Moon de Martin Scorsese
- 2024 : Here de Robert Zemeckis

### Producteur
- 2011-2012 : Luck de David Milch (série télévisée, 9 épisodes)
- 2013-2016 : House of Cards de Beau Willimon (série télévisée, 52 épisodes)
- 2016-2018 : Berlin Station d'Olen Steinhauer (série télévisée, 20 épisodes)
- 2018 : L'Aliéniste (The Alienist) (série télévisée, 10 épisodes)

## Distinctions

### Récompenses
- Oscars 1995 : meilleur scénario adapté pour Forrest Gump
- Writers Guild of America Awards 1995 : meilleur scénario adapté pour Forrest Gump

### Nominations
- Golden Globes 1995 : meilleur scénario pour Forrest Gump
- Golden Globes 2000 : meilleur scénario pour Révélations
- Oscars 2000 : meilleur scénario adapté pour Révélations
- Writers Guild of America Awards 2000 : meilleur scénario adapté pour Révélations
- Golden Globes 2006 : meilleur scénario pour Munich
- Oscars 2006 : meilleur scénario adapté pour Munich
- Golden Globes 2009 : meilleur scénario pour L'Étrange Histoire de Benjamin Button
- Oscars 2009 : meilleur scénario adapté pour L'Étrange Histoire de Benjamin Button
- Oscars 2019 : meilleur scénario adapté pour A Star is Born
- Oscars 2022 : meilleur scénario adapté pour Dune
- Golden Globes 2024 : meilleur scénario pour Killer of the Flower Moon
- Oscars 2024 : meilleur scénario adapté pour Killers of the Flower Moon